# Lijst van afleveringen van Fairly Odd Parents
Dit is een lijst van afleveringen van Fairly Odd Parents. De serie telt tot nu toe 10 Oh Yeah! Cartoons en 10 seizoenen. Seizoen 10 werd in 2016 uitgezonden.

## Overzicht
| Seizoen           | Afleveringen | Uitzendingen     | Uitzendingen     |
| Seizoen           | Afleveringen | Start            | Einde            |
| ----------------- | ------------ | ---------------- | ---------------- |
| Oh Yeah! Cartoons | 10           | 4 september 1998 | 23 maart 2001    |
| 1                 | 7            | 30 maart 2001    | 24 december 2001 |
| 2                 | 13           | 1 maart 2002     | 20 januari 2003  |
| 3                 | 20           | 8 november 2002  | 21 november 2003 |
| 4                 | 19           | 13 november 2003 | 10 juni 2005     |
| 5                 | 21           | 7 mei 2004       | 25 november 2006 |
| 6                 | 20           | 18 februari 2008 | 12 augustus 2009 |
| 7                 | 20           | 6 juli 2009      | 15 juni 2011     |
| 8                 | 6            | 12 februari 2011 | 29 december 2011 |
| 9                 | 26           | 23 maart 2013    | 29 maart 2015    |
| 10                | 20           | 15 januari 2016  | 26 juli 2017     |
| Film              | 3            | 9 juli 2011      | 9 juli 2011      |

## The Oh Yeah! Cartoons 1998-2001
- Deze (onofficiële)afleveringen zijn nooit in Nederland uitgezonden.

| Aflevering: | Titel:                 | Eerste uitzenddatum: |
| ----------- | ---------------------- | -------------------- |
| 1           | The Fairly OddParents! | 4 september 1998     |
| 2           | Too Many Timmys!       | 11 september 1999    |
| 3           | Where's the Wand?      | 2 oktober 1998       |
| 4           | Party of Three!        | 2 januari 1999       |
| 5           | The Fairy Flu!         | 1 mei 1999           |
| 6           | The Temp!              | 24 juli 1999         |
| 7           | The Zappys!            | 31 december 1999     |
| 8           | Scout's Honor          | 17 januari 2000      |
| 9           | The Really Bad Day!    | 8 december 2000      |
| 10          | Super Humor            | 23 maart 2001        |

## Seizoen 1 2001
- Bij de aflevering waarvan de Nederlandse titel onbekend is, wordt de Engelse titel weergeven!

| Aflevering: | Titel a:            | Titel b:               | Eerste uitzenddatum: | Code: |
| ----------- | ------------------- | ---------------------- | -------------------- | ----- |
| 1           | Het Grote Probleem! | Een Spel Met Spanning! | 30 maart 2001        | 101   |
| 2           | Wereldvreemd        | Door de Mand!          | 6 april 2001         | 102   |
| 3           | Een Wens Teveel!    | Micro-Timmy!           | 13 april 2001        | 104   |
| 4           | Vadertje Tijd!      | Apartnerschap!         | 20 april 2001        | 105   |
| 5           | Kin Omhoog!         | Een Hondenmiddag       | 27 april 2001        | 103   |
| 6           | Droombok!           | Hetzelfde Spel         | 4 mei 2001           | 106   |
| 7           | Elke dag Kerst!     | Elke dag Kerst!        | 24 december 2001     | 107   |

## Seizoen 2 2002
- Bij de aflevering waarvan de Nederlandse titel onbekend is, wordt de Engelse titel weergeven!

| Aflevering: | Titel a:                   | Titel b:                                                 | Eerste uitzenddatum: | Code: |
| ----------- | -------------------------- | -------------------------------------------------------- | -------------------- | ----- |
|             | Jongens in de Band         | Hex Games (deze aflevering heeft geen Nederlandse titel) | 1 maart 2002         | 108   |
| 9           | Boy Toy                    | Inspection Detection                                     | 8 maart 2002         | 109   |
| 10          | Action Packed              | Smarty Pants                                             | 22 maart 2002        | 110   |
| 11          | Super Bike                 | A Mile in My Shoes                                       | 10 mei 2002          | 111   |
| 12          | Timvisible                 | That Old Black Magic                                     | 26 april 2002        | 112   |
| 13          | Foul Balled                | The Boy Who Would Be Queen                               | 7 juni 2002          | 113   |
| 14          | Totally Spaced Out         | The Switch Glitch                                        | 12 juli 2002         | 201   |
| 15          | Mighty Mom and Dyno Dad    | Knighty Knight                                           | 6 september 2002     | 202   |
| 16          | Fairy Fairy Quite Contrary | Nectar of the Odds                                       | 13 september 2002    | 203   |
| 17          | Hail To The Chief          | Twistory                                                 | 27 september 2002    | 204   |
| 18          | Fool's Day Out             | Deja Vu                                                  | 11 oktober 2002      | 205   |
| 19          | Information Stupor Highway | Information Stupor Highway                               | 20 oktober 2002      | 207   |
| 20          | Scary Godparents           | Scary Godparents                                         | 29 oktober 2002      | 206   |

## Seizoen 3 2002-2003
- Bij de aflevering waarvan de Nederlandse titel onbekend is, wordt de Engelse titel weergeven!

| Aflevering: | Titel a:                                        | Titel b:                             | Eerste uitzenddatum: | Code:       |
| ----------- | ----------------------------------------------- | ------------------------------------ | -------------------- | ----------- |
| 21          | Ruled Out                                       | That's Life!                         | 8 november 2002      | 208         |
| 22          | Shiny Teeth                                     | Odd, Odd West                        | 30 november 2002     | 209         |
| 23          | MicroPhony                                      | So Totally Spaced Out                | 1 augustus 2003      | 210         |
| 24          | Love Struck!                                    | Love Struck!                         | 14 februari 2003     | 211         |
| 25          | Cosmo Con                                       | Wanda's Vrije Dag!                   | 10 januari 2003      | 212         |
| 26          | Odd Jobs                                        | Movie Magic                          | 27 januari 2003      | 213         |
| 27 t/m 29   | Abra-Catastrophe!                               | Abra-Catastrophe!                    | 12 juli 2003         | 301 t/m 303 |
| 30          | Sleep Over and Over                             | Moeder Natuur                        | 17 mei 2003          | 304         |
| 31          | The Crimson Chin Meets Mighty Mom and Dyno Dad! | Engine Blocked                       | 9 mei 2003           | 305         |
| 32          | Most Wanted Wish                                | This is Your Wish                    | 2 mei 2003           | 306         |
| 33          | Beddy Bye                                       | The Grass is Greener                 | 23 mei 2003          | 307         |
| 34          | Het Grote Geheim van Denzel Crocker!            | Het Grote Geheim van Denzel Crocker! | 27 juni 2003         | 308         |
| 35          | Kung Timmy                                      | Which Witch is Witch?                | 11 november 2003     | 309         |
| 36          | Pipe Down!                                      | The Big Scoop!                       | 25 september 2003    | 310         |
| 37          | Crime Wave                                      | Odd Ball                             | 10 oktober 2003      | 311         |
| 38          | Where's Wanda?                                  | Imaginary Gary                       | 18 oktober 2003      | 312         |
| 39          | Chip Off the Old Chip                           | Snow Bound                           | 21 november 2003     | 313         |
| 40          | Miss Dimmsdale                                  | Mind Over Magic                      | 7 november 2003      | 401         |

## Seizoen 4 2003-2005
- Bij de aflevering waarvan de Nederlandse titel onbekend is, wordt de Engelse titel weergeven!

| Aflevering: | Titel a:                      | Titel b:                  | Eerste uitzenddatum: | Code:       |
| ----------- | ----------------------------- | ------------------------- | -------------------- | ----------- |
| 41          | Shelf Life                    | Shelf Life                | 10 september 2003    | 402         |
| 42          | Hard Copy                     | Parent Hoods              | 14 november 2003     | 403         |
| 43          | Lights...Camera...Adam!       | A Bad Case of Diary-Uh!   | 1 juni 2004          | 404         |
| 44          | Baby Face                     | Mr. Right!                | 19 maart 2004        | 405         |
| 45          | Vicky Loses Her Icky          | Pixies Inc.               | 20 februari 2004     | 406         |
| 46          | The Odd Couple                | Class Clown               | 14 juni 2004         | 407         |
| 47          | The Big Superhero Wish!       | The Big Superhero Wish!   | 16 februari 2004     | 408         |
| 48          | Power Pals                    | Emotion Commotion         | 18 mei 2004          | 409         |
| 49          | Fairy Friends and Neighbors!  | Just the Two of Us!       | 27 november 2004     | 410         |
| 50          | Who's Your Daddy?             | HomeWrecker               | 18 juni 2004         | 411         |
| 51          | A New Squid In Town!          | Wish Fixers               | 27 november 2004     | 412         |
| 52          | Truth Or Cosmoquences         | Beach Bummed!             | 15 februari 2005     | 413         |
| 53 t/m 55   | Zender Zappers                | Zender Zappers            | 23 juli 2004         | 414 t/m 416 |
| 56          | Catman Meets The Crimson Chin | Genie Meanie Minie Mo     | 18 oktober 2003      | 417         |
| 57 & 58     | School's Out: The Musical     | School's Out: The Musical | 17 januari 2005      | 418 & 419   |
| 59          | Nega-Timmy                    | Love at First Height      | 14 februari 2005     | 420         |

## Seizoen 5 2005-2006
- Bij de aflevering waarvan de Nederlandse titel onbekend is, wordt de Engelse titel weergeven!

| Aflevering: | A:                                               | B:                                               | Eerste uitzenddatum: | Code:     |
| ----------- | ------------------------------------------------ | ------------------------------------------------ | -------------------- | --------- |
| 60          | Joodoo                                           | Alleen Maar Toetjes                              | 16 februari 2005     | 501       |
| 61          | Word Jong, Westman!                              | Verjaardagswens!                                 | 9 mei 2005           | 502       |
| 62          | De Zus van Wanda                                 | De Vijf Dagen van FLARG                          | 2 april 2005         | 503       |
| 63          | Timmy's 3D Spookhuis                             | Een Leven Vol Wensen                             | 10 mei 2005          | 504       |
| 64          | Ontsnapping van Onwens Eiland                    | Het Klierplan                                    | 11 mei 2005          | 505       |
| 65          | Terug Naar de Norm                               | Wisselen                                         | 17 februari 2005     | 506       |
| 66          | Gedoe in het Kasteel                             | Remy is er Weer                                  | 12 mei 2005          | 507       |
| 67          | Stinkmagie                                       | Timmy TV                                         | 13 mei 2005          | 508       |
| 68          | De Gemaskerde Goochelaar                         | De Itemjacht                                     | 18 februari 2005     | 509       |
| 69          | Crash Nebula                                     | Crash Nebula                                     | 2 juli 2005          | 510       |
| 70          | Verhuizen                                        | Directeur Wanda                                  | 3 oktober 2005       | 511       |
| 71          | Grote Broer                                      | Het Kinderboek                                   | 4 oktober 2005       | 512       |
| 72          | Slimme Aanval!                                   | Operatie L.O.L                                   | 5 oktober 2005       | 513       |
| 73          | Even Vissen!                                     | Instant Wissel                                   | 6 oktober 2005       | 514       |
| 74          | Die Goede Oude Tijd!                             | Verloren Toekomst                                | 7 oktober 2005       | 515       |
| 75 & 76     | Feeën Idool                                      | Feeën Idool                                      | 19 mei 2006          | 516 & 517 |
| 77          | Timmy the Barbarian!                             | No Substitute for Crazy!                         | 25 november 2006     | 518       |
| 78          | The Jimmy Timmy Power Hour                       | The Jimmy Timmy Power Hour                       | 7 mei 2004           | JT1       |
| 79          | The Jimmy Timmy Power Hour 2: When Nerds Collide | The Jimmy Timmy Power Hour 2: When Nerds Collide | 16 januari 2006      | JT2       |
| 80          | The Jimmy Timmy Power Hour 3: The Jerkinators    | The Jimmy Timmy Power Hour 3: The Jerkinators    | 21 juli 2006         | JT3       |

## Seizoen 6 2008-2009
- Bij de aflevering waarvan de Nederlandse titel onbekend is, wordt de Engelse titel weergeven!

| Aflevering: | Titel a:                            | Titel b:                            | Eerste uitzenddatum: | Code:     |
| ----------- | ----------------------------------- | ----------------------------------- | -------------------- | --------- |
| 81 & 82     | Fairly OddBaby                      | Fairly OddBaby                      | 17 augustus 2008     | 601 & 602 |
| 83          | Mission: Responsible                | Hairicane                           | 11 maart 2008        | 603       |
| 84          | Open Wide And Say Aaagh!            | OddPirates                          | 13 maart 2008        | 604       |
| 85          | The Fairly Oddlympics               | The Fairly Oddlympics               | 25 augustus 2008     | 605       |
| 86          | The Odd Squad                       | For Emergencies Only                | 13 mei 2008          | 606       |
| 87          | Land Before Timmy                   | Cheese and Crockers                 | 15 mei 2008          | 607       |
| 88          | Vrolijk Wensfeest                   | Vrolijk Wensfeest                   | 13 december 2008     | 608       |
| 89          | King Chang                          | The End of the Universe-ity         | 11 augustus 2008     | 609       |
| 90          | Sooper Poof                         | Wishing Well                        | 13 augustus 2008     | 610       |
| 91          | Wishy Washy                         | Poof's Playdate                     | 15 augustus 2008     | 611       |
| 92          | Vicky Gets Fired!                   | Chindred Spirits                    | 30 november 2008     | 612       |
| 93          | 9 Lives                             | Dread 'n' Breakfast                 | 30 november 2008     | 613       |
| 94          | [Birthday Bashed!                   | Momnipresent                        | 12 augustus 2009     | 614       |
| 95-96       | Wishology: The Big Beginning        | Wishology: The Big Beginning        | 9 augustus 2009      | 615 & 616 |
| 97-98       | Wishology: The Exciting Middle Part | Wishology: The Exciting Middle Part | 16 augustus 2009     | 617 & 618 |
| 99-100      | Wishology: The Final Ending         | Wishology: The Final Ending         | 23 augustus 2009     | 619 & 620 |

## Seizoen 7 2009-2011
- Bij de aflevering waarvan de Nederlandse titel onbekend is, wordt de Engelse titel weergeven!

| Aflevering: | Titel a:               | Titel b:                      | Eerste uitzenddatum: | Code: |
| ----------- | ---------------------- | ----------------------------- | -------------------- | ----- |
| 101         | Anti-Poof              | Anti-Poof                     | 10 juli 2009         | 701   |
| 102         | Add A Dad              | Squirrely Puffs               | 13 augustus 2009     | 702   |
| 103         | Mice-Capades           | Formula for Disaster          | 7 juli 2009          | 703   |
| 104         | Bad Heir Day           | Freaks and Greeks             | 30 september 2009    | 704   |
| 105         | Fly Boy                | Temporary Fairy               | 29 september 2009    | 705   |
| 106         | Crocker Shocker        | Super Zero                    | 1 oktober 2009       | 706   |
| 107         | Dadracadabra           | Timmy Turnip                  | 10 augustus 2009     | 707   |
| 108         | One Man Banned         | Frenemy Mine                  | 16 oktober 2009      | 708   |
| 109         | Chicken Poofs          | Stupid Cupid                  | 6 februari 2010      | 709   |
| 110         | Double Oh Schnozmo     | Planet Poof                   | 5 april 2010         | 710   |
| 111         | The Boss of Me         | He Poofs, He Scores           | 6 april 2010         | 711   |
| 112         | Play Date of Doom      | Teacher's Pet                 | 8 april 2010         | 712   |
| 113         | Manic Mom-Day          | Crocker of Gold               | Datum onbekend       | 713   |
| 114         | Beach Blanket Bozos    | Poltergeeks                   | Datum onbekend       | 714   |
| 115         | The Old Man and the C- | Balance of Flour              | 14 juli 2011         | 715   |
| 116         | Food Fight             | Please Don't Feed the Turners | 12 juli 2011         | 716   |
| 117         | Take and Fake          | Cosmo Rules                   | 11 juli 2011         | 717   |
| 118         | Lights Out             | Dad Overboard                 | 13 juli 2011         | 718   |
| 119         | Farm Pit               | Crock Talk                    | 11 juli 2011         | 719   |
| 120         | Spellementary School   | Operation Dinkleberg          | 26 februari 2011     | 720   |

## Seizoen 8 2011
- In Nederland is dit seizoen (behalve de aflevering Meet the Oddparents) op 4 en 5 februari 2012 uitgezonden.

| Nr.     | Aflevering               | Eerste uitzenddatum VS | Code      |
| ------- | ------------------------ | ---------------------- | --------- |
| 121     | Love Triangle            | 12 februari 2011       | 801       |
| 122-123 | Timmy's Secret Wish      | 23 november 2011       | 802 & 803 |
| 124     | Invasion of the Dads     | 18 juni 2011           | 804       |
| 125     | When L.O.S.E.R.S. Attack | 15 oktober 2011        | 805       |
| 126     | Meet the Oddparents      | 29 december 2011       | 806       |

## Seizoen 9 2013-2015
- In het Nederlands heet dit seizoen Meeting Sparky. Het werd voor het eerst in de VS op 23 maart uitgezonden.

| Nr. | Aflevering                   | Eerste uitzenddatum VS | Code |
| --- | ---------------------------- | ---------------------- | ---- |
| 127 | Fairly OddPet                | 23 maart 2013          | 901  |
| 128 | Dinklescouts                 | 14 april 2013          | 902  |
| 128 | I Dream of Cosmo             | 14 april 2013          | 902  |
| 129 | Turner & Pooch               | 4 mei 2013             | 903  |
| 129 | Dumbbell Curve               | 11 mei 2013            | 903  |
| 130 | The Terrible Twosome         | 1 juni 2013            | 904  |
| 130 | App Trap                     | 8 juni 2013            | 904  |
| 131 | Force of Nature              | 15 juni 2013           | 905  |
| 131 | Viral Vidiots                | 22 juni 2013           | 905  |
| 132 | Scary GodCouple              | 19 oktober 2013        | 906  |
| 133 | Two and a Half Babies        | 25 juli 2014           | 907  |
| 133 | Anchor's Away                | 25 juli 2014           | 907  |
| 134 | Finding Emo                  | 9 juli 2014            | 908  |
| 134 | Dust Busters                 | 9 juli 2014            | 908  |
| 135 | The Bored Identity           | 23 juli 2014           | 909  |
| 135 | Country Clubbed              | 23 juli 2014           | 909  |
| 136 | Dog Gone                     | 28 juli 2014           | 910  |
| 136 | Turner Back Time             | 28 juli 2014           | 910  |
| 137 | Cosmonopoly                  | 7 juli 2014            | 911  |
| 137 | Hero Hound                   | 7 juli 2014            | 911  |
| 138 | A Boy and His Dog-Boy        | 8 juli 2014            | 912  |
| 138 | Crock Blocked                | 8 juli 2014            | 912  |
| 139 | Weirdos on a Train           | 29 juli 2014           | 913  |
| 139 | Tons of Timmys               | 29 juli 2014           | 913  |
| 140 | Let Sleeper Dogs Lie         | 14 juli 2014           | 914  |
| 140 | Cat-Astrophe                 | 14 juli 2014           | 914  |
| 141 | Lame Ducks                   | 30 juli 2014           | 915  |
| 141 | A Perfect Nightmare          | 30 juli 2014           | 915  |
| 142 | Love at First Bark           | 21 juli 2014           | 916  |
| 142 | Desperate Without Housewives | 21 juli 2014           | 916  |
| 143 | Jerk of All Trades           | 15 juli 2014           | 917  |
| 143 | Snack Attack                 | 15 juli 2014           | 917  |
| 144 | Turning into Turner          | 16 juli 2014           | 918  |
| 144 | The Wand That Got Away       | 16 juli 2014           | 918  |
| 145 | Stage Fright                 | 22 juli 2014           | 919  |
| 145 | Gone Flushin'                | 22 juli 2014           | 919  |
| 146 | Fairly Old Parent            | 28 maart 2015          | 920  |
| 147 | School of Crock              | 26 mei 2014            | 921  |
| 148 | Dimmsdale Tales              | 18 juli 2014           | 922  |
| 149 | The Past and the Furious     | 11 juli 2014           | 923  |
| 150 | The Fairy Beginning          | 28 maart 2015          | 924  |
| 151 | Fairly Odd Fairy Tales       | 1 augustus 2014        | 925  |
| 152 | Man's Worst Friend           | 8 februari 2015        | 926  |

## Seizoen 10 2016-2017
- In dit seizoen is Sparky al weer vervangen voor een nieuw meisjespersonage, Chloe.

| Nr. | Aflevering                                     | Eerste uitzenddatum VS       | Code |
| --- | ---------------------------------------------- | ---------------------------- | ---- |
| 153 | The Big Fairy Share Scare                      | 15 januari 2016              | 1001 |
| 154 | Whittle Me This                                | 22 januari 2016              | 1002 |
| 154 | Mayor May Not                                  | 29 januari 2016              | 1002 |
| 155 | Girly Squirrely                                | 5 februari 2016              | 1003 |
| 155 | Birthday Battle: Transmorphers Versus Unicorns | 19 februari 2016             | 1003 |
| 156 | The Fair Bears                                 | 26 februari 2016             | 1004 |
| 156 | Return of the L.O.S.E.R.S.                     | 14 juni 2017 (Nicktoons)     | 1004 |
| 157 | A Sash and a Rash                              | 12 september 2016            | 1005 |
| 157 | Fish Out of Water                              | 12 september 2016            | 1005 |
| 158 | Animal Crockers                                | 14 september 2016            | 1006 |
| 158 | One Flu Over the Crocker's Nest                | 14 september 2016            | 1006 |
| 159 | Booby Trapped                                  | 16 september 2016            | 1007 |
| 160 | Blue Angel                                     | 13 september 2016            | 1008 |
| 160 | Marked Man                                     | 13 september 2016            | 1008 |
| 161 | Clark Laser                                    | 15 september 2016            | 1009 |
| 161 | Married to the Mom                             | 15 september 2016            | 1009 |
| 162 | Which is Wish                                  | 21 juni 2017 (Nicktoons)     | 1010 |
| 162 | Nuts & Dangerous                               | 22 februari 2017 (Nicktoons) | 1010 |
| 163 | Fairy Con                                      | 28 juni 2017 (Nicktoons)     | 1011 |
| 163 | The Hungry Games                               | 12 juli 2017 (Nicktoons)     | 1011 |
| 164 | Spring Break-Up                                | 1 februari 2017 (Nicktoons)  | 1012 |
| 164 | Dimmsdale Daze                                 | 21 juni 2017 (Nicktoons)     | 1012 |
| 165 | Cat 'n Mouse                                   | 22 februari 2017 (Nicktoons) | 1013 |
| 165 | Chip Off the Old Crock!                        | 28 juni 2017 (Nicktoons)     | 1013 |
| 166 | Space Ca-Dad                                   | 19 juli 2017 (Nicktoons)     | 1014 |
| 166 | Summer Bummer                                  | 12 juli 2017 (Nicktoons)     | 1014 |
| 167 | Hare-Raiser                                    | 26 juli 2017 (Nicktoons)     | 1015 |
| 167 | The Kale Patch Caper                           | 26 juli 2017 (Nicktoons)     | 1015 |
| 168 | Dadlantis                                      | 8 februari 2017 (Nicktoons)  | 1016 |
| 168 | Chloe Rules!                                   | 15 februari 2017 (Nicktoons) | 1016 |
| 169 | Crockin' The House                             | 25 januari 2017 (Nicktoons)  | 1017 |
| 169 | Tardy Sauce                                    | 15 februari 2017 (Nicktoons) | 1017 |
| 170 | Knitwits                                       | 8 februari 2017 (Nicktoons)  | 1018 |
| 170 | Dimmsdale's Got Talent?                        | 14 juni 2017 (Nicktoons)     | 1018 |
| 171 | Certifiable Super Sitter                       | 18 januari 2017 (Nicktoons)  | 1019 |
| 172 | Goldi-Crocks and the Three Fair Bears          | 19 juli 2017 (Nicktoons)     | 1020 |
| 172 | Fancy Schmancy                                 | 1 februari 2017 (Nicktoons)  | 1020 |

## Film
Vanwege het tien jaar bestaan van The Fairly OddParents is er een tv-film. De film genaamd: A Fairly Odd Movie: Grow Up, Timmy Turner! is een film waarin alle spelers tot in realiteit komen. De Feeën komen uit tot 3D.
| Titel                                      | Eerste uitzenddatum VS | Eerste uitzenddatum NL |
| ------------------------------------------ | ---------------------- | ---------------------- |
| A Fairly Odd Movie: Grow Up, Timmy Turner! | 9 juli 2011            | 16 oktober 2011        |

## Overig
| Nr. | Aflevering                                        | Eerste uitzenddatum VS | Code |
| --- | ------------------------------------------------- | ---------------------- | ---- |
| S01 | The 77 Secrets of The Fairly OddParents Revealed! | 7 juli 2007            | S01  |